# 轨距

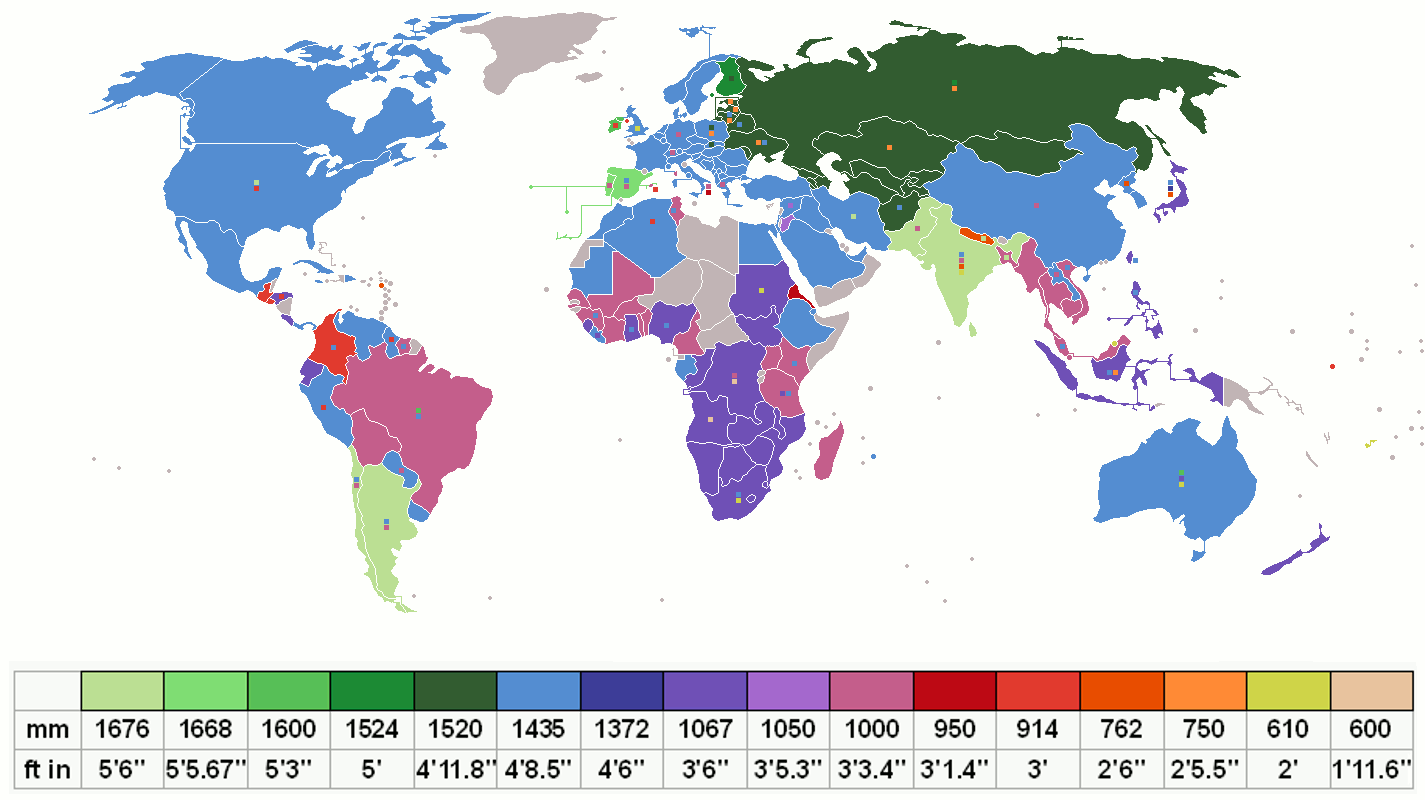
各国铁路的轨距

軌距（英語：track gauge）亦即軌道距離，是鐵路軌道兩條鋼軌之間的距離，以鋼軌的內距為準。國際鐵路聯盟在1937年制定的1,435mm（4呎81⁄2吋）為標準軌距，又稱國際軌距，約佔世界上鐵路里數大約59%。標準軌基於早期蒸汽機車設計與實際應用反復修改得出，兼顧實用性（適配大多數隧道）與舒適性（減少路軌摩擦）。在早期鐵路擴張時期有效降低成本並獲得商業成功，遂成爲鐵路發源地的軌距標準。
比標準軌寬的軌距稱為寬軌，佔全球鐵路23%。主要实际应用的有俄羅斯使用的5呎（1,520mm），及印度使用的5呎6吋（1,676mm）軌距。此外德意志第三帝国亦曾推出3米超宽轨方案，以便在计划战争结束后的超級高鐵大开发中，加强來往欧洲与北亚地区的陆上运输系統。但该计划由于帝国於第二次世界大戰的戰敗，最终仅停留在纸面上不了了之。
比標準軌窄的稱為窄軌，佔全球鐵路16%。主要实际应用的有英国在如工厂、矿区推广使用的3呎6吋（1,067mm）軌距，及法国在主导制定国际单位制后推出的米軌（1,000mm）。日本在不同时期、不同地区师从英法，在中國東北曾一度将南满铁路改为当时其国内城市公交广泛使用的英制窄轨，以避免与中、苏铁路网互通；而在占领法属南亚殖民地期间，则推广当地的法国米制窄轨以便与当地铁路联通，如电影桂河大桥描述的即为日本在占领东南亚期间，强迫英国战俘修筑泰缅铁路之事，整段铁路包括大桥采用的都是米轨。
一般窄軌鐵路適用於山路，而寬軌鐵路則有更好的高速穩定性。雙軌距或多軌距鐵路舖有三或四條鋼軌，讓使用不同軌距的列車都可行駛。日本和西班牙則採用了軌距可變列車，讓列車在不同軌距的路線間直通運轉。

## 標準軌歷史
標準軌由最先使用鐵路的英國提出。設計及建造史托頓－達靈頓鐵路的英國工程師喬治·史提芬遜提出4呎81⁄2吋的軌距，並成功說服火車製造商生產4呎81⁄2吋（即1,435毫米）軌距的機車及車輛。由於史提芬遜成功設計的鐵路是眾人模仿的對像，亦使這軌距變得流行。1845年英國皇家專員建議用4呎81⁄2吋(1,435mm)作為標準軌距。1846年英國國會通過法案，要求將來所有的鐵路都使用標準軌。除了英國的大西部鐵路(Great Western Railway)是使用寬軌之外，英國的主要鐵路都是標準軌。大西部鐵路亦於1892年改成標準軌。
有關4呎81⁄2吋的軌距的來源，有人認為是古羅馬的戰車輪距。但知名謠言破解網站snopes則宣稱戰車輪距之說為假，然而這不能作實。但亦有人指出可能是因為早期鐵路的軌道外側距離為5英呎，而鐵軌頂寬為13⁄4英吋，故內側軌距為4呎81⁄2吋。
實際上，標準軌距的確定僅僅是設計和實踐綜合考量得出的結果。喬治·史蒂芬生的火箭號是採用5呎43⁄4吋長的車軸（採取這個長度的車軸是因為車寬不能超過當時貨運馬車的7呎寬度，以便兼容現成的隧道），以及厚度為81⁄4吋的動輪。除去1吋的輪緣寬度，理論最小軌距為4呎73⁄4吋。最早期設計的軌距維持在4呎8吋，其中史蒂芬生預留出了3⁄4吋寬度來避免車輪和軌道卡死。但早期火車並沒有差速裝置和轉向架，實際運行中出現了噪音過大和輪軌磨損的問題，隨後史蒂芬生將軌距拓寬了1⁄2吋（相較重新設計機車，改變軌距相對簡單的多），解決了問題。鑑於史蒂芬生的成功，以及該軌距的高度兼容性，皇家計量局決定將4呎81⁄2吋作為標準軌距。至于要与馬車相容的原因是鐵軌出現其實比火車早了近一百年，而當時的貨卡是用兩匹馬來拉的。

## 各地軌距

軌距對照圖

### 亞洲

#### 中国大陆

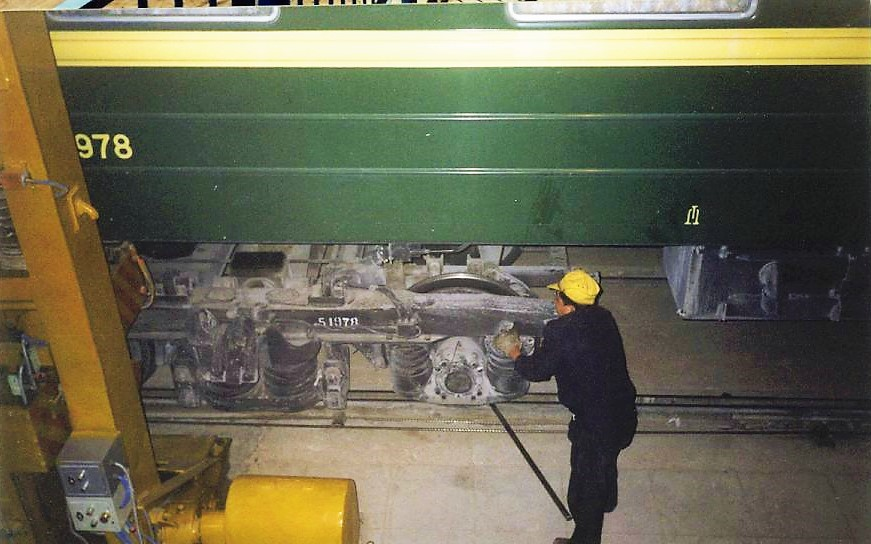
火車在中蒙邊境更換轉向架

中國大陸現在的鐵路系統大部分使用標準軌，寬軌和窄軌僅有極少量運用。
中國早期的鐵路由英國及比利時工程師承建，因此中國境內大部分鐵路之軌距沿用英國標準，為標準軌。但在民國時期由於未能推行統一標準，出現了各種軌距的鐵路。
俄国始建的中東鐵路曾經使用過1,524毫米的寬軌。在滿州國時期，中東鐵路部分路段（南滿洲鐵道）被改造為與朝鮮總督府軌距兼容的標準軌。與此同時，日本亦在東北建設了不少使用窄軌的拓展線路。山西的同蒲鐵路和正太鐵路曾用過米軌。上述鐵路如今已改造至標準軌。
中國大陸現在使用的是軌距為1,435毫米標準軌，並逐漸將其他軌距的鐵路轉換為標準軌，至2003年，中國大陸境內正式營業的鐵路中，尚存寬軌9.4公里，窄軌600多公里。
现在仍在使用的窄軌包括：雲南连接越南的昆河鐵路仍為米軌。南京六合區冶山鐵路、河南許昌－周口鄲城許鄲鐵路、以及四川犍為縣嘉陽礦區的嘉陽小火車及芭石窄軌鐵路鐵路為762毫米。

#### 香港
- 港鐵系統中，在兩鐵合併前：
  - 屬於九廣鐵路的東鐵綫、西铁线和马鞍山线（已并入屯馬綫）及輕鐵均使用1,435毫米的標準軌
  - 屬於香港地鐵的觀塘綫、荃灣綫、港島綫、將軍澳綫、東涌綫、機場快綫及迪士尼綫則用稍窄的1,432毫米（假窄軌）
- 合併後新建的南港島綫則依旧使用1,432毫米的軌距

另外香港電車使用1,067毫米窄軌，而山頂纜車則採用1,520毫米的寬軌。

#### 日本
日本的鐵路軌距主要為1,067毫米（3呎6吋）。但也有部份鐵道使用762毫米、983毫米(箱根登山鐵道鋼索線)、1,372毫米（京王電鐵、東急世田谷線、函館市電、東京都電車及都營新宿線）和1,435毫米（京成電鐵、都營淺草線、大江戶線、京濱急行電鐵、東京地下鐵銀座線、丸之內線）。早期在庫頁島的軍用輕便鐵道也使用600毫米軌距。在建造高速鐵路（新幹線）時則統一選用1,435毫米為標準軌，以提高車輛行駛的穩定性，但這樣使高速鐵路列車不能以原有的路軌行駛，所以現在正在開發軌距可變的鐵路車輛。

#### 臺灣
在臺灣清治時期修築「臺灣鐵路」時，由英籍工程師建議下選用1,067毫米，正巧與日本軌距相同。1895年甲午戰爭後，臺灣爆發了乙未戰爭。戰爭結束後，日本正式接收臺灣，同時將火車頭運抵，隨即作為軍事用途行駛。臺灣日治時期結束前軌距亦未變動，並陸續完成西部幹線。
另一方面，由於地形及運量的因素，同樣由臺灣總督府交通局鐵道部興建的臺東線，與產業鐵道（糖業鐵路及阿里山森林鐵路等）採用762毫米規格輕便鐵道；其中花東線的軌距臺灣鐵路管理局已於1982年擴寬為1,067毫米。。
1958年，中華民國政府於《鐵路法》內規定以標準軌1,435毫米為國家標準。但臺灣早期鐵路網因繼承日治時期規劃，絕大部份都是1,067毫米或762毫米軌距，故亦加註「有特別情事，經中華民國交通部核准者，不在此限」。1970年代臺東線配合北迴線興建，拓寬成與西部相同的1,067毫米。也未採1,435毫米的軌距；一直到臺灣高速鐵路、臺北捷運、高雄捷運、臺中捷運及桃園捷運，臺灣才陸續出現標準軌距鐵道。
臺灣部份產業鐵路採用更窄的軌距，如新平溪煤礦鐵路採用495mm規格，為臺灣最窄的軌距；烏來台車則採用545mm軌距。

#### 印尼
印尼軌距主要是1,067毫米，因此可以使用二手的日本列車運行。高鐵則使用標準軌。

#### 菲律賓
菲律賓軌距主要是1,067毫米，而馬尼拉輕軌及馬尼拉捷運則採用標準軌。

#### 東盟
東南亞國家，包括越南、柬埔寨、泰國（曼谷大眾運輸系統、曼谷地鐵與蘇凡納布機場捷運則採用標準軌）、緬甸及馬來西亞（吉隆坡機場快鐵和巴生河流域輕快鐵系統為標準軌）以米軌（1,000毫米）鐵路為主。越南首都河內至接壤中華人民共和國邊境城市同登之間则鋪設了標準及米軌雙軌距鐵路。計劃中連接新加坡及中國的泛亞鐵路會是標準軌，或標準及米軌雙軌距。

#### 南亞
南亞國家的印度、巴基斯坦、孟加拉及斯里蘭卡的鐵路軌距不一，但多數為1,676毫米。印度统一轨距计划正在將所有鐵路軌距改成1,676毫米。

#### 阿富汗
阿富汗有個相當特殊的情況，因為它在靠近亞洲中央的位置，並且實際上沒有鐵路。如果它決定修築鐵路，在其接壤的國家之中則有三種不同規格的軌距，不管選擇其中任何一種規格，都會使情況變得複雜。位於阿富汗西部的伊朗、東部的中國都使用標準軌；阿富汗南部的巴基斯坦使用1,676毫米的寬軌；而阿富汗北部的土庫曼、烏茲別克斯坦和塔吉克斯坦則是用蘇聯時期的1,520毫米規格。

#### 大韓民國
大韓民國使用1,435毫米標準軌，在京義線炸毁前列車可與朝鮮民主主義人民共和國互通。

#### 朝鮮民主主義人民共和國
朝鮮民主主義人民共和國使用1,435毫米標準軌，列車可與大韓民國及中華人民共和國直接互通。至於俄羅斯因為要使用1,520毫米的寬軌，在俄朝邊境需更換轉向架後才能繼續行駛。

### 美洲

#### 北美
美國及加拿大最初亦使用不同的軌寬，Erie等鐵路公司曾採用1,829毫米軌距，而美國南部則多採用1,524毫米軌距。後來加拿大追隨英國採取標準軌。美國北部的鐵路因為最初多是從英國入口器材，故亦多為標準軌。19世紀末原為1,524毫米軌距的美國南部鐵路被統一改為1,448毫米[美式寬軌]，之後在長年維護下逐漸變為1,435毫米。墨西哥也採用1,435毫米軌距。

#### 阿根廷
阿根廷的鐵路軌距主要為1,676毫米（其中海岸列車和烏爾基薩線為標準軌）。

#### 智利
智利的鐵路軌距為1,676毫米。

### 歐洲
歐洲大部分國家都是使用標準軌（1,435毫米），除了：爱尔兰、英国、西班牙、葡萄牙、芬兰、瑞典等国使用宽轨或窄轨
- 波蘭的波蘭65號線（波兰语：Linia kolejowa nr 65）（又名「寬軌冶金業鐵路線」）和烏日霍羅德－哈尼斯卡寬軌線，其軌距1,520毫米，以便從烏克蘭進口煤和鐵。
- 挪威的斯特斯道爾斯鐵路之軌距為1,067毫米。

#### 愛爾蘭
愛爾蘭的軌距是1,600毫米，但都柏林現代輕軌系統採用標準軌。

#### 英國
- 北愛爾蘭的軌距是1,600毫米。
- 除了北愛之外，英倫三島和曾被英國殖民的地區（如美國、加拿大、紐西蘭等，澳洲除外）都是採用標準軌距。在英國鐵路專家喬治·史蒂文生的倡導之下，英倫三島的鐵路（包含蘇格蘭、威爾斯）都是採用標準軌距。然而19世紀部分英國鐵路（尤其是大西部鐵路公司）大量採用極寬的2,140或2,134毫米（7英尺）軌距，後來這些軌距都被改為標準軌，由此造成了大西部鐵路線路巨大的限界盈餘。在個別博物館線路上仍然存在7英尺軌距。

#### 西班牙
西班牙的正式標準是1,668毫米，為了使列車在其與葡萄牙間跨國運轉，而開發了變距列車。此外，西班牙正進行改軌工程，將路軌改成標準軌距。
現時標準軌距只見於西班牙之巴塞隆拿地鐵2至7號線及巴塞隆拿－巴列斯線之S1、S2、S5和S55線。另外，西班牙的高鐵採用標準軌。

#### 葡萄牙
葡萄牙軌距為1,665毫米。

#### 芬蘭
芬蘭在19世紀是俄國轄下的大公國，使用1,524毫米（5英尺）軌距；後來為了方便與鄰國瑞典進行順暢的鐵路運輸，芬蘭與瑞典陸上邊界會鋪設雙軌距線路，以及鐵路渡輪的甲板也會鋪設雙軌距線路。

#### 前蘇聯國家
19世紀和20世紀前期和中期的俄羅斯選用1,524毫米的（5呎）寬軌，因為最初的沙俄鐵路是在美國南部工程師的指導下建造的，而當時美國南部主要軌距是1,524毫米。俄羅斯和屬於前蘇聯的國家以及蒙古採用俄國的1,520毫米軌距。這比1,524毫米窄4毫米，有時兩者的車輛可以互換。庫頁島 (薩哈林島)南半部則是沿用南樺太日治時期建造的1,067毫米（3呎6吋）軌距，直到2003年起開始進行改軌作業，更換成俄羅斯鐵路的1,520標準寬軌，並於2020年更換完畢。標準軌（1,435毫米）只用於頓河畔羅斯托夫電車和加里寧格勒境內與波蘭接壤的路段。近些年歐盟支持的"波羅的海鐵路計畫"將把波羅的海三國的鐵路改為1,435毫米的標準軌。

### 大洋洲

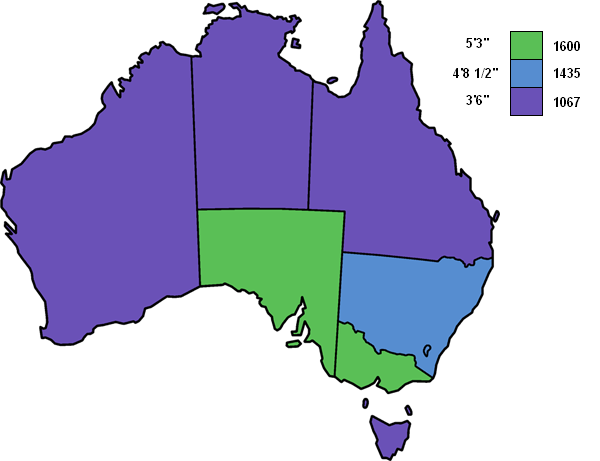
澳大利亞各州鐵路軌距

#### 新西蘭
紐西蘭的鐵路為了跨越中部山區地形，採用1,067毫米的軌距。為了克服這個地形，需要複雜的工程，例如著名的勞里穆螺旋。在不到4,000公里的軌道就有1,787座橋梁和150個隧道。這條軌道大約有500公里是電氣化的。

#### 澳大利亞
澳洲本來採用標準軌，後來因為某些原因而在維多利亞省及南澳州出現了1,600毫米（5呎3吋）的軌距。部分地方亦有1,067毫米（3呎6吋）的路軌。昆士蘭鐵路在建立之初，便使用1,067毫米（3呎6吋）的窄軌。
現時澳洲各首府皆有標準軌列車互通。

### 非洲
目前在既有的非洲铁路系统中，南非（豪登列車除外，軌距為1,435毫米）及安哥拉（本格拉鐵路）、博茨瓦納、剛果、加納、贊比亞（包括坦贊鐵路之坦桑尼亞段）等國多數使用1,067毫米窄軌距。但是肯尼亚境内的蒙內鐵路、连接埃塞俄比亚和吉布提两国的亚吉铁路，以及摩洛哥的高鐵均为新建铁路，采用1,435毫米的标准轨距。

## 各軌距優缺點與最佳軌距的爭論

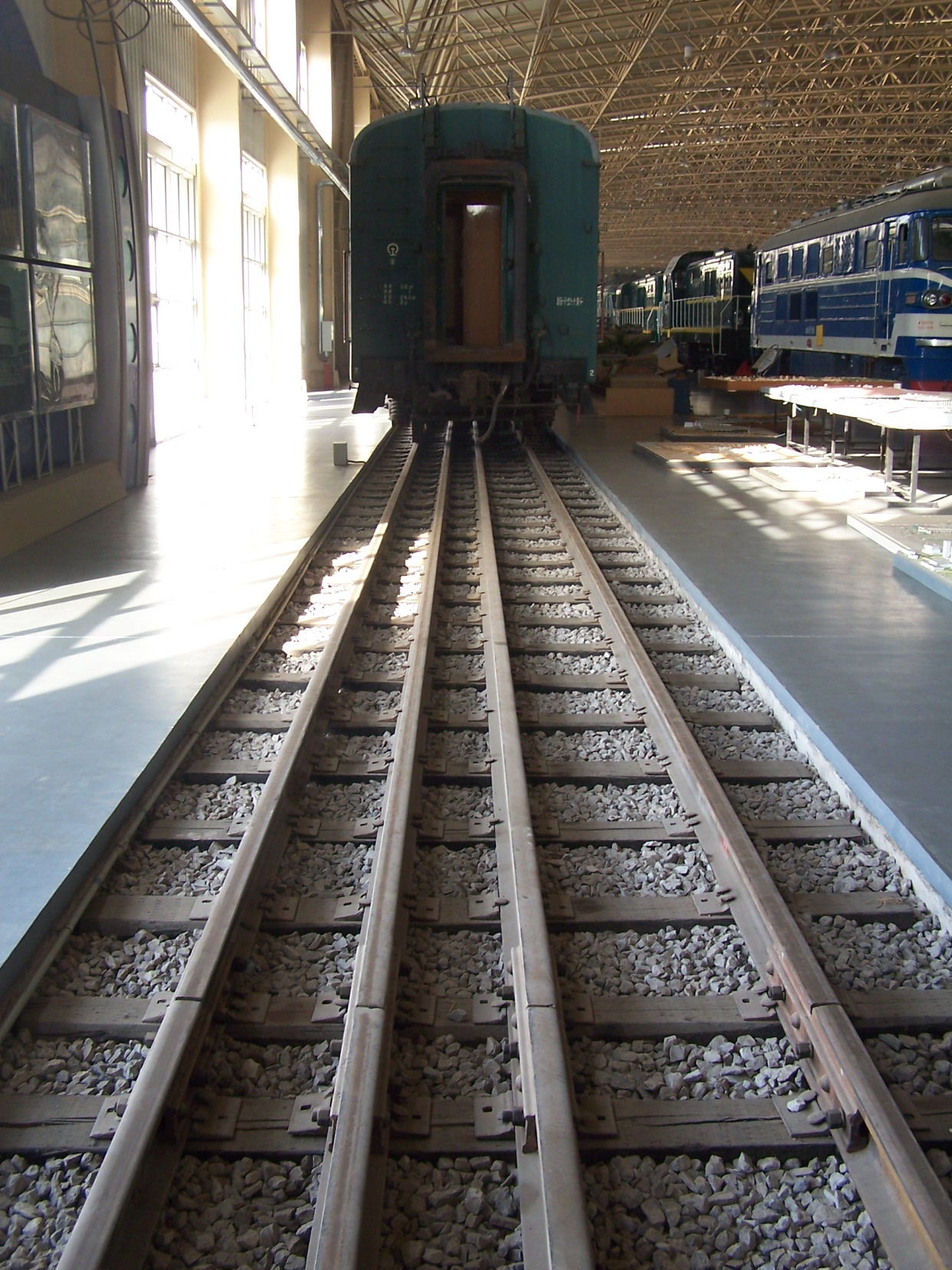
幾種不同的軌距，以右側為準，左側鐵軌自左向右依次為標準軌、米軌和雲南雞街一條舊鐵路的600毫米窄軌。拍攝於中國鐵道博物館

自19世紀鐵路開始出現，即有爭論何種軌距最佳。一般來說軌距不同會對成本、負載力、最小轉彎曲率、車輛最高速度與爬坡率等方面有影響，基本上都跟軌距呈正比關係（但爬坡率為反比）。由於軌距越寬，車輪就可做更大，車輛截面也可做的寬扁降低重心，負載力與高速表現就越好，但建造成本也越高，同時不利於做小曲率的轉彎，也較難爬上陡坡，因此寬軌距一般都適用於平原地區、工業鐵路或高速鐵路。相反軌距越窄，建造成本就較低，爬坡性能較佳，而且容易做小曲率的轉彎，車輛截面也可做小降低車輛製造與隧道挖掘成本，但車輛的行駛速度與負載力就容易被限制，所以窄軌距較常用於山區或產業輕便鐵路，有助降低工程的難度和成本。
但實際上從現代角度看，寬軌或窄軌並沒有絕對的優缺點，負載力方面，世上最重的貨車可以在美國及澳洲的標準軌上行走，而澳洲昆士蘭及南非的窄軌（1,067毫米）鐵路上的列車依然是十分重。速度方面，最快的高速鐵路多是採用標準軌，而窄軌的日本列車也能以160km/h的高速行駛，這些方面並沒絕對的正比限制關係。
成本上雖然會有差異，但以標準軌為基準只有軌距低於1公尺或3英呎建造成本才會有落差，但相對的負載力與性能也限制很多。而建造標準軌的輕便鐵路與窄軌鐵路價格相差並不大。
以此看來，選擇寬軌或窄軌皆未必優於標準軌，採用不同的軌距能應對不同路線的運輸需求讓效益最佳化。但軌距不同也失去了與標準軌之間的兼容性，這提高了車輛開發採購的限制與成本，也讓未來路線整合提高困難度（但有些國家即是出於戰略考量而採用不同軌距刻意提高整合難度）。不少國家在應對此問題時若無法做全國軌距統一化的工程，則必須採用雙軌距或可變軌距列車來整合路線。

## 未來
隨着各國開始尋求擴充、統合各地的鐵路網絡，軌距在未來可能會進一步標準化。
澳洲和印度都在進行統一國內鐵路軌距的工程；而歐盟也計劃讓各成員國的鐵路系統可以互用，涉及的工作包括軌距、訊號系統和供電系統的標準化。現時波羅的海三國（立陶宛、拉脫維亞和愛沙尼亞）已獲得歐盟的資助，把前蘇聯時代遺留的1,520毫米闊軌轉換成1,435毫米標準軌；西班牙和葡萄牙也在建造連接國內各大城市與法國之間的高速鐵路中獲得歐盟的援助。歐盟亦計劃升级西班牙與葡萄牙連接其他歐洲國家的貨運鐵路。

### 高速鐵路
几乎所有的高速鐵路，包括在使用窄軌的日本、中華民國，以及使用寬軌的西班牙等地，都是採用標準軌興建的（唯一的例外是俄羅斯、芬蘭和烏茲別克採用的5英尺闊軌高速鐵路）。這種標準使一些國家開始為當地原有的非標準軌鐵路進行軌距轉換，使列車能在高速鐵路網絡與現行鐵路網絡之間行走。

### 礦區鐵路
雖然礦區鐵路較少與外面的鐵路系統連接，但現時礦區亦有使用標準軌的趨向，以方便其使用現成的鐵路設備（例如負載量更大的車輛）。

### 計畫
- 在聯合國經濟和社會委員會的亞洲太平洋計畫中，有一項是關於把歐洲和太平洋連接起來的「亞洲鐵路系統」，當中包括三條走線：北方從歐洲到朝鮮半島，南線從歐洲到東南亞，並設一條南北向走廊從北歐到波斯灣。三條走線都會在橫越亞洲時使用至少兩條軌距相異的鐵路。目前計畫並沒有涉及轉換軌距，而是在軌距相異鐵路的交匯處設置機械設施，以便把貨櫃在行走不同軌距的列車之間移動。
- 肯雅、烏干達和蘇丹在2004年10月提出了一項使用標準軌建造電氣化高速鐵路的計畫。雖然肯、烏兩國及蘇丹的鐵路網絡分別採用1,000毫米闊及1,067毫米闊的窄軌，但它們由於建成年代早，彎位多且負載力低，需要進行改建，加上北方的埃及是使用標準軌的，因此統一使用標準軌距建造新鐵路被認為是理所當然。
- 根據某2007年的計畫，數條來自剛果、坦桑尼亞和盧旺達、軌距相異（分別為1,000毫米及1,067毫米）的鐵路將於盧旺達的一個樞紐地點交匯。

## 參看
- 轨距列表
- 膠輪路軌系統
- 道路通行方向

## 外部連結
- 科普鐵路館 （页面存档备份，存于）